# Chrysolina sturmi
Chrysolina sturmi – gatunek chrząszcza z rodziny stonkowatych.

## Zasięg występowania
Występuje w niemal całej Europie, sięgając na północy po Wielką Brytanię, płd. Skandynawię i Kraje bałtyckie, na wschodzie po dolną Wołgę i Kaukaz, a na południu po Pireneje oraz płn. granicę uprawy oliwek. Nie notowano jej w Estonii, Finlandii, Grecji, Hiszpanii, Irlandii, na Islandii, w Macedonii Północnej, Portugalii, Turcji i na wyspach Morza Śródziemnego.
W Polsce występuje dość licznie w całym kraju.

## Budowa ciała
Samica osiąga 6–10 mm długości, zaś samiec 6 - 8 mm. Pokrój ciała pękaty, jest ono metalicznie lśniące i drobno punktowane. Ubarwienie granatowoczarne, pokrywy i przedplecze z fioletowym połyskiem, stopy brązowoczerwonawe.

## Biologia i ekologia
Spotykana na brzegach zbiorników wodnych, torfowiskach, polanach, skrajach lasów i innych miejscach z roślinami żywicielskimi. Larwy i imago żerują na bluszczyku kurdybanku, przytuliach i ostrożeniu lepkim. Spotykana od kwietnia do października.